# Philharmonischer Chor München
Der Philharmonische Chor München wurde 1895 von Franz Kaim, dem Gründer der Münchner Philharmoniker ins Leben gerufen. Seine Rechtsform ist heute ein eingetragener Verein, seit 1996 mit Andreas Herrmann, Professor für Chordirigieren an der Hochschule für Musik und Theater München, als künstlerischem Leiter und Vorstandsmitglied.
Das Repertoire erstreckt sich von barocken Oratorien über A-cappella- und chorsinfonische Literatur bis zu konzertanten Opern und den großen Chorwerken des 20. Jahrhunderts. Es umfasst alle gängigen sowie zahlreiche weniger bekannte Werke der geistlichen und weltlichen Konzertliteratur der vergangenen vier Jahrhunderte. Der Chor wurde und wird regelmäßig dirigiert von prominenten Dirigenten wie Gustav Mahler, Hans Pfitzner, Krzysztof Penderecki, Rudolf Kempe, Karl Richter, Herbert von Karajan, Sergiu Celibidache, Carlo Maria Giulini, Seiji Ozawa, Zubin Mehta, Lorin Maazel, Mariss Jansons, James Levine und Christian Thielemann. Er tritt in Konzertstärke von etwa hundert Mitgliedern auf, neben seinen Auftritten mit den Münchner Philharmonikern auch als Gastchor im In- und Ausland. Auf Platte ist der Chor bei allen großen Labels (Deutsche Grammophon, EMI, Sony) dokumentiert. Die Aufnahmevoraussetzungen des Chores sind eine entsprechende gesangliche Vorbildung, Chor- oder Ensembleerfahrung sowie ein Vorsingen.